# Grand Central Dispatch
Grand Central Dispatch (GCD) es una tecnología desarrollada por Apple en Mac OS X v10.6 para optimizar el soporte de las aplicaciones para procesadores de varios núcleos.
Este conjunto de innovadoras tecnologías permite a los desarrolladores crear con mayor facilidad programas que exprimen hasta la última gota de potencia de los sistemas multinúcleo. Con GCD, es el sistema operativo el que gestiona los hilos de ejecución, no las diferentes aplicaciones. Los programas compatibles con GCD distribuyen su trabajo automáticamente en todos los núcleos disponibles, lo que se traduce en un rendimiento extraordinario. Cuando los desarrolladores comiencen a utilizar GCD en sus aplicaciones, se empezará a disfrutar de notables mejoras de rendimiento.

## Programadores
Los desarrolladores empezarán a programar aplicaciones en Grand Central Dispatch utilizando las herramientas de Xcode incluidas en los Mac. Además pueden utilizar el depurador Xcode y la herramienta de análisis de rendimiento Instruments para obtener información sobre GCD en tiempo de ejecución. Estas herramientas permiten examinar cualquier cola de trabajo de GCD, incluso un bloque específico de código de ejecución, lo que proporciona a los desarrolladores una visión completa del estado de su aplicación mientras GCD asigna tareas de forma eficiente a cada núcleo disponible.
- Datos: Q1542558